# Diskuskastning för herrar i friidrott vid olympiska sommarspelen 1976
Herrarnas diskuskastning vid olympiska sommarspelen 1976 i Montréal avgjordes den 24-25 juli. 

## Medaljörer
| Gren           | Guld              | Guld    | Silver                         | Silver  | Brons             | Brons   |
| Diskuskastning | Mac Wilkins · USA | 67,50 m | Wolfgang Schmidt · Östtyskland | 66,22 m | John Powell · USA | 65,70 m |

## Resultat

### Grupp A
| Placering | Totalt | Idrottare                | Försök | Försök | Försök | Resultat | Noteringar |
| Placering | Totalt | Idrottare                | 1      | 2      | 3      | Resultat | Noteringar |
| --------- | ------ | ------------------------ | ------ | ------ | ------ | -------- | ---------- |
| 1         | 1      | Mac Wilkins (USA)        | 68.28  | —      | —      | 68.28 m  | OR         |
| 2         | 2      | Velko Velev (BUL)        | 63.54  | —      | —      | 63.54 m  |            |
| 3         | 3      | Wolfgang Schmidt (GDR)   | 63.14  | —      | —      | 63.14 m  |            |
| 4         | 5      | Pentti Kahma (FIN)       | 62.10  | —      | —      | 62.10 m  |            |
| 5         | 6      | Jay Silvester (USA)      | X      | 62.06  | —      | 62.06 m  |            |
| 6         | 7      | Hein-Direck Neu (FRG)    | X      | 58.90  | 61.88  | 61.88 m  |            |
| 7         | 9      | John Powell (USA)        | X      | 61.48  | —      | 61.48 m  |            |
| 8         | 11     | Norbert Thiede (GDR)     | 61.14  | —      | —      | 61.14 m  |            |
| 9         | 13     | Siegfried Pachale (GDR)  | X      | 60.64  | —      | 60.64 m  |            |
| 10        | 14     | Ludvík Daněk (TCH)       | 60.44  | —      | —      | 60.44 m  |            |
| 11        | 17     | Markku Tuokko (FIN)      | 59.80  | 59.26  | 57.18  | 59.80 m  |            |
| 12        | 19     | Silvano Simeon (ITA)     | 58.76  | 59.06  | X      | 59.06 m  |            |
| 13        | 20     | Ricky Bruch (SWE)        | 56.98  | X      | 58.06  | 58.06 m  |            |
| 14        | 21     | Nikolay Vikhor (URS)     | X      | 57.50  | 54.52  | 57.50 m  |            |
| —         | —      | Bishop Dolegiewicz (CAN) | X      | X      | X      | NM       |            |

### Grupp B
| Placering | Totalt | Idrottare                   | Försök | Försök | Försök | Resultat | Noteringar |
| Placering | Totalt | Idrottare                   | 1      | 2      | 3      | Resultat | Noteringar |
| --------- | ------ | --------------------------- | ------ | ------ | ------ | -------- | ---------- |
| 1         | 4      | Armando De Vincentiis (ITA) | 62.26  | —      | —      | 62.26 m  |            |
| 2         | 8      | Ferenc Tégla (HUN)          | 57.00  | 61.66  | —      | 61.66 m  |            |
| 3         | 10     | Knut Hjeltnes (NOR)         | X      | 61.30  | —      | 61.30 m  |            |
| 4         | 12     | Josef Šilhavý (TCH)         | 60.82  | —      | —      | 60.82 m  |            |
| 5         | 15     | János Faragó (HUN)          | 59.30  | 60.06  | —      | 60.06 m  |            |
| 6         | 16     | Julián Morrinson (CUB)      | 59.92  | 56.66  | 58.50  | 59.92 m  |            |
| 7         | 18     | Stanisław Wołodko (POL)     | 57.56  | 57.84  | 59.42  | 59.42 m  |            |
| 8         | 22     | Iosif Naghi (ROM)           | X      | X      | 57.28  | 57.28 m  |            |
| 9         | 23     | Ain Roost (CAN)             | 56.56  | X      | X      | 56.56 m  |            |
| 10        | 24     | Borys Chambul (CAN)         | X      | 55.86  | X      | 55.86 m  |            |
| 11        | 25     | Peter Tancred (GBR)         | 55.20  | X      | 55.50  | 55.50 m  |            |
| 12        | 26     | Jos Schroeder (BEL)         | X      | 54.04  | 54.80  | 54.80 m  |            |
| 13        | 27     | Ibrahima Guèye (SEN)        | 52.82  | X      | 52.76  | 52.82 m  |            |
| 14        | 28     | Salman Hessem (IRI)         | 52.40  | 50.40  | X      | 52.40 m  |            |
| 15        | 29     | Mahmoud Al-Zubramawi (KSA)  | 31.80  | 35.30  | 35.94  | 35.94 m  |            |

## Final
| Rank | Athlete                     | Attempts | Attempts | Attempts | Attempts | Attempts | Attempts | Result  | Note |
| Rank | Athlete                     | 1        | 2        | 3        | 4        | 5        | 6        | Result  | Note |
| ---- | --------------------------- | -------- | -------- | -------- | -------- | -------- | -------- | ------- | ---- |
| 1    | Mac Wilkins (USA)           | 61.78    | 67.50    | 63.44    | 63.52    | X        | 66.14    | 67.50 m |      |
| 2    | Wolfgang Schmidt (GDR)      | 63.68    | X        | 65.16    | X        | 63.96    | 66.22    | 66.22 m |      |
| 3    | John Powell (USA)           | 62.48    | 64.24    | 65.70    | 60.48    | 60.20    | 64.24    | 65.70 m |      |
| 4    | Norbert Thiede (GDR)        | 62.40    | 61.66    | 61.98    | 63.02    | 64.30    | 63.04    | 64.30 m |      |
| 5    | Siegfried Pachale (GDR)     | 59.62    | 64.04    | 60.02    | 61.08    | 59.62    | 64.24    | 64.24 m |      |
| 6    | Pentti Kahma (FIN)          | 63.12    | 61.22    | X        | X        | X        | 61.94    | 63.12 m |      |
| 7    | Knut Hjeltnes (NOR)         | 60.26    | 62.02    | 61.60    | 61.26    | 61.24    | 63.06    | 63.06 m |      |
| 8    | Jay Silvester (USA)         | 61.60    | X        | X        | X        | 61.98    | X        | 61.98 m |      |
|      |                             |          |          |          |          |          |          |         |      |
| 9    | Ludvík Daněk (TCH)          | 60.12    | 61.28    | 59.62    |          |          |          | 61.28 m |      |
| 10   | Velko Velev (BUL)           | 60.94    | 60.68    | X        |          |          |          | 60.94 m |      |
| 11   | Ferenc Tégla (HUN)          | 57.44    | 57.00    | 60.54    |          |          |          | 60.54 m |      |
| 12   | Hein-Direck Neu (FRG)       | 59.44    | 60.26    | 60.46    |          |          |          | 60.46 m |      |
| 13   | Josef Šilhavý (TCH)         | 57.62    | 58.42    | X        |          |          |          | 58.42 m |      |
| 14   | János Faragó (HUN)          | 57.48    | 57.30    | X        |          |          |          | 57.48 m |      |
| 15   | Armando De Vincentiis (ITA) | 55.86    | X        | X        |          |          |          | 55.68 m |      |